# Hestetunge (slægt)
Hestetunge (Mertensia) er en slægt, som er udbredt med ca. 50 arter i Europa, Asien og Nordamerika. Det er enten oprette eller opstigende planter. Bladene er modsat stillede og helrandede. Blomsterne er samlet i endestillede svikler. De er almindeligvis blå eller violette. Frøene er hårde nødder. Her omtales kun den ene art, som er vildtvoksende i Danmark.
| Arter |

- Hestetunge (Mertensia maritima)